# Maud (Alabama)
Maud es un área no incorporada en el Condado de Colbert, Alabama, Estados Unidos. La comunidad está ubicada a 11 millas (17,7 km) suroeste de Cherokee.